# Mort de Liu Shaoyao
La mort de Liu Shaoyao (刘少尧 / 刘少堯, Liú Shǎoyáo) a lieu le 26 mars 2017 à Paris. Ce ressortissant chinois de 56 ans est tué par la police lors d'une intervention à son domicile. Des manifestations violentes d'une partie de la communauté chinoise de Paris ont lieu les jours suivants. Sa famille dénonce une bavure policière, alors que les policiers ont expliqué avoir agi en légitime défense. Un non-lieu prononcé en 2019 est confirmé en appel en 2020 et rendu définitif par la Cour de cassation en 2022. L'année suivante, la France est condamnée pour « faute lourde » par le tribunal judiciaire de Paris, et doit indemniser la famille de la victime.

## Circonstances
Liu Shaoyao est tué devant sa famille, lors d'une intervention de la brigade anti-criminalité (BAC) du 19e arrondissement de Paris, à la suite de l'appel d'un voisin pour tapage nocturne. 
L'équipage est composé de trois policiers ː deux hommes et une femme.
Chaque agent est porteur de son arme de service, un Sig Sauer SP 2022, l'armement collectif se compose d'un fusil d'assaut HK G36, arme récemment perçue par les forces de sécurité françaises depuis les attentats terroristes de 2015. Aucun des trois policiers policier n'est équipé d'une arme à létalité réduite (matraque télescopique, bombe lacrymogène, pistolet Taser ...).
D'après l'enquête, Liu Shaoyao, alcoolisé, se déplaçait avec un couteau dans les parties communes, tandis que des cris et pleurs venaient de son appartement. D'après les policiers, la victime a été touchée par un tir de légitime défense après avoir blessé un policier à l'aisselle avec une paire de ciseaux. Selon la famille, il était dans sa cuisine en train de préparer un poisson lorsqu'il a été abattu.

## Réactions
Cette mort provoque la colère de la communauté chinoise, qui devant les deux versions contradictoires, évoque une possible bavure, et réclame « justice et vérité ». Des manifestations de soutien accompagnées de nombreuses échauffourées entre la communauté chinoise et la police française se produisent dans la capitale,,,,,,,,,,,. Le 27 mars, 35 des 150 manifestants sont arrêtés pour des violences contre des policiers et des dégradations contre le commissariat du 19e arrondissement. Le lendemain, 400 personnes manifestent avec de nouveaux incidents violents.
En outre, le décès de Liu Shaoyao conduit la Chine à demander à la France de garantir « la sécurité et les droits » des Chinois en France, tandis que le journal officiel chinois Global Times indiquait à ses lecteurs que la « couverture par les grands médias en France a en outre mis en évidence l'apathie de la société française, le point de vue de la famille de la victime ayant été aisément ignoré ».

## Suite judiciaires
L'enquête sur les circonstances de la mort a été confiée à l'Inspection générale de la Police nationale (IGPN), avec ouverture d'une information judiciaire contre X. En juin 2017, le Défenseur des droits s'autosaisit de l'affaire,, et exprime dans sa décision rendue en juillet 2020 le souhait que des poursuites disciplinaires soient engagées envers les trois policiers et leur hiérarchie présente sur les lieux, en raison de leur « manque de discernement » face à « l’appréciation de l’urgence et le port du fusil d’assaut » et de « l’absence de diligences dans la prise en charge des membres de la famille de M. Liu ». Selon la Préfecture de police de Paris au contraire, « l’enquête administrative ne révèle aucun manquement aux obligations déontologiques et professionnelles à l’encontre des policiers intervenants ». Un juge des référés ordonne le 26 octobre 2020 une expertise pour déterminer l’ampleur du préjudice subi par la veuve Liu et ses quatre enfants, préalable à une action en responsabilité de l’Etat.    
Le 15 juillet 2019, les juges d'instruction rendent une ordonnance de non-lieu,, validée le 17 novembre 2020 par la cour d’appel de Paris. En réponse, la famille forme un pourvoi en cassation,. La Cour de cassation rejette ce pourvoi le 16 février 2022,.    
En 2023, la France est condamnée pour « faute lourde »  par le tribunal judiciaire de Paris et doit verser 138 000 € à la famille de Shaoyao Liu, après que la justice conclut que les agents de la BAC auraient dû avoir des armes non létales et ont mal pris en charge les enfants.    